# Théodore Holo
Pour les articles homonymes, voir Holo.
Théodore Holo, né le 15 avril 1948 à Porto-Novo en République du Bénin – alors le Dahomey –, est un juriste, professeur des universités et homme politique béninois. Plusieurs fois ministre, après avoir présidé la Haute Cour de justice du Bénin pendant quatre ans, il préside le cinquième mandat de la Cour constitutionnelle entre 2013 et 2018.

## Biographie
Né à Porto-Novo, capitale du Dahomey, dans une famille chrétienne du Sud du pays originaire d'Abomey, il fait à Porto-Novo ses études primaires à l'école catholique Saint-Joseph, secondaires au collège Notre-Dame de Lourdes puis au lycée Béhanzin, où il obtient en 1968 un baccalauréat de philosophie. La même année, il s'envole pour Brazzaville dans le but d'entamer des études de droit qui le mèneront successivement à Orléans, puis à l'université Paris 1 Panthéon-Sorbonne, où il obtint un doctorat d'État en droit en février 1979. Enfin, en 1985, il est reçu major ex-aequo de sa promotion au concours d'agrégation en droit et sciences politiques.
Il est membre d'abord du présidium qui dirige les travaux de la Conférence nationale des Forces Vives de la Nation, ensuite du Haut Conseil de la République (HCR), organe législatif durant la transition et enfin membre de la commission constitutionnelle qui a rédigé la Constitution de la République du Bénin en 1990 au lendemain de la Conférence nationale des Forces Vives de la Nation. De 1991 à 1996, il est successivement ministre des Affaires étrangères, garde des Sceaux, ministre de la Justice, ministre chargé des Relations avec les institutions et porte parole du gouvernement du président Nicéphore Dieudonné Soglo. De 1996 à 2008, il retourne à l'université et fut, en accord avec l'UNESCO nommé titulaire de la chaire UNESCO des droits de la personne et de la démocratie à l'université nationale du Bénin (UNB). À partir du 7 juin 2008, il est conseiller à la Cour constitutionnelle du Bénin.
Le 25 juin 2009, il est élu président du troisième mandat de la Haute Cour de justice du Bénin, et réélu le 2 décembre 2011 pour un deuxième mandat.
Reconduit par le bureau de l'Assemblée nationale pour un nouveau mandat à la Cour constitutionnelle, il en est élu le président le 10 juin 2013.

## Sélection de publications
- « Le contrôle de la légalité et la protection des administrés au Bénin », in Revue béninoise des sciences juridiques et administratives, no 5, juin 1985
- « La décentralisation au Bénin : mythe ou réalité ? », in Revue béninoise de sciences juridiques et administratives, no 7, 1986, p. 1-15
- « Requiem pour la Chambre administrative ? », in Revue juridique et politique. Indépendance et coopération, no 10, 1988, p. 1-10
- « Droit constitutionnel. Différents régimes politiques », in Juris-Info, 5 juillet 1990
- « Le régime semi-présidentiel : la double illusion », in Juris-Info, n° 14, juin 1990, p. 1-14
- Les droits de l'homme au Niger : « théories et réalités », Université Abdou Moumouni, Niamey, 2001 (sous la direction de Théodore Holo)
- Quelle contribution de l'Afrique de l'Ouest à la tradition universelle des droits de l'homme ? : Colloque d'Abidjan (13, 14 et 15 mars 2006), CERAP, Abidjan, 2006 (sous la direction de Denis Maugenest et Théodore Holo)
- Frédéric Joël Aivo, Le président de la République en Afrique noire francophone : Genèse, mutations et avenir de la fonction, L'Harmattan, 2007 (préface de Théodore Holo)
- « Émergence de la justice constitutionnelle », in Pouvoirs, revue française d'études constitutionnelles et politiques, no 129, La démocratie en Afrique, avril 2009, p. 101-114
- Serge Armel Attenoukon, L'Afrique, poubelle de l'Occident ? : la gestion des déchets dangereux, L'Harmattan, 2009 (préface de Théodore Holo)
- Horace Adjolohoun, Droits de l'homme et justice constitutionnelle en Afrique : le modèle béninois : à la lumière de la Charte africaine des droits de l'homme et des peuples, L'Harmattan, 2011 (préface de Théodore Holo)

## Décorations
Théodore Holo est récipiendaire des distinctions suivantes : 
- Commandeur de l'ordre national du Bénin (1991)
- Gwanghwa Medal – Order of Diplomatic Service Merit, République de Corée (1991)
- Chevalier Commandeur Grand Prieuré Orthodoxe Apostolique des Chevaliers du Christ (1992)
- Officier de la Légion d'honneur (1993)
- Grand officier de l'ordre national du Mérite (1996)
- Grand officier de l'ordre national du Bénin (1996)
- Trophée Monseigneur Isidore de Souza du meilleur ministre des Affaires étrangères (1990-2009)
- Grand-croix de l'ordre national du Bénin (2009)